# Carlos Esteban Clavería Arza
Carlos Esteban Clavería Arza (Pamplona, 3 de agosto de 1923 - ibidem, 25 de febrero de 2009) fue un político nacionalista vasco del PNV, escritor e historiador. Parlamentario foral (1979-1983), presidente del Napar Buru Batzar y miembro fundador de la primera ikastola de Pamplona.

## Dirigente nacionalista
Trabajo, junto con los históricos dirigentes Manuel de Irujo y José Aguerre, como miembro del Napar Buru Batzar (NBB), la ejecutiva territorial navarra del Partido Nacionalista Vasco que se encontraba en la clandestinidad durante la dictadura franquista.
Miembro del Consejo foral entre 1974 y 1979, tras la restauración democrática fue candidato al senado en 1977 no resultando elegido desempeñando el cargo de Parlamentario foral de 1979 a 1983, desempeñando posteriormente el cargo interno de presidente del Napar Buru Batzar (1984-87).
Tras la escisión de gran parte de los jeltzales navarros en lo que posteriormente sería Eusko Alkartasuna en 1984, Clavería permaneció siempre en el PNV siendo posteriormente presidente del NBB.
En 1986 formó parte de los miembros del PNV que entraron en contacto con la izquierda radical en las conversaciones del gobierno socialista con ETA. Testimonialmente también formó parte en 1989 de los candidatos al Senado.

## Labor cultural
Miembro fundador de «Uxue», la primera ikastola de Pamplona, origen de las posteriores ikastolas «San Fermín» y «Paz de Ziganda». 
Fue también promotor y primer presidente de la asociación Real Sociedad de Amigos del País (1960-1964) como continuadora de la Sociedad Económica de Pamplona que existió en Pamplona en el siglo XIX, de similar nombre, Amigos del País, creada en 1843 y desaparecida en 1843. Esta Real Sociedad impulsaría pronto la Academia de Cultura Vasca (Euskal Ikasgaien Akademia), inaugurada el 22 de diciembre de 1963 en la Cámara de Comptos de Navarra, siendo su primer presidente el Marqués de Marichalar, y el Semanario de Estudios Europeos e Iberoamericanos, el 5 de mayo de 1966.

## Obra literaria
Prolífico escritor autodidacta y articulista.
- Niebla en el alma (1951).
- Don Arturo Campión. (En el centenario de su nacimiento). (1954). Pregón.
- Un recuerdo a D. Arturo Campión (1955). Vida Vasca.
- Leyendas de Vasconia (1959 4ª Edición).
- Relieves del Genio Vasco (1962 2ª Edición).
- Los Vascos en el mar (1966).
- Historia del Reino de Navarra (1971 4ª Edición).
- Los Amigos del País de Pamplona en el siglo XIX (1974).
- Navarra en la Edad Media (1982).
- Los Judíos en Navarra (1992).
- Navarra, cien años de nacionalismo vasco". (1996).[8]

## Reconocimientos
- Patrono vitalicio de la Fundación Sabino Arana.[9]
- En 1999 se le concedió el honor, junto a Angel Barturen, de izar la ikurriña en el Alderdi Eguna (Día del partido) de 1999.[10]
- En 2004 se le tributó un homenaje en Pamplona presidido por el entonces presidente del partido, Josu Jon Imaz.[11]
- Al conocer la noticia de su fallecimiento, se reconoció su labor al partido guardando un minuto de silencio durante un acto en plena campaña electoral.[12]